# 渋谷事件

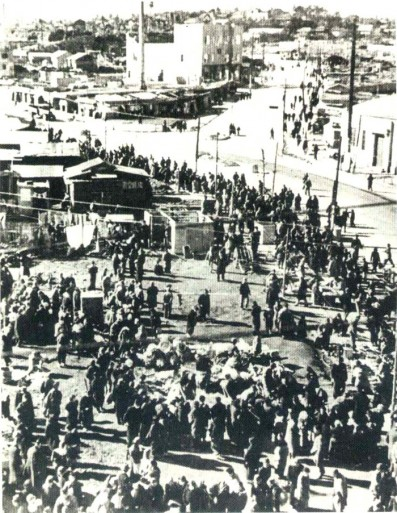
1945年（昭和20年）の渋谷駅西口方面、道玄坂下交差点等である。宇田川町は右奥部分に当たる。

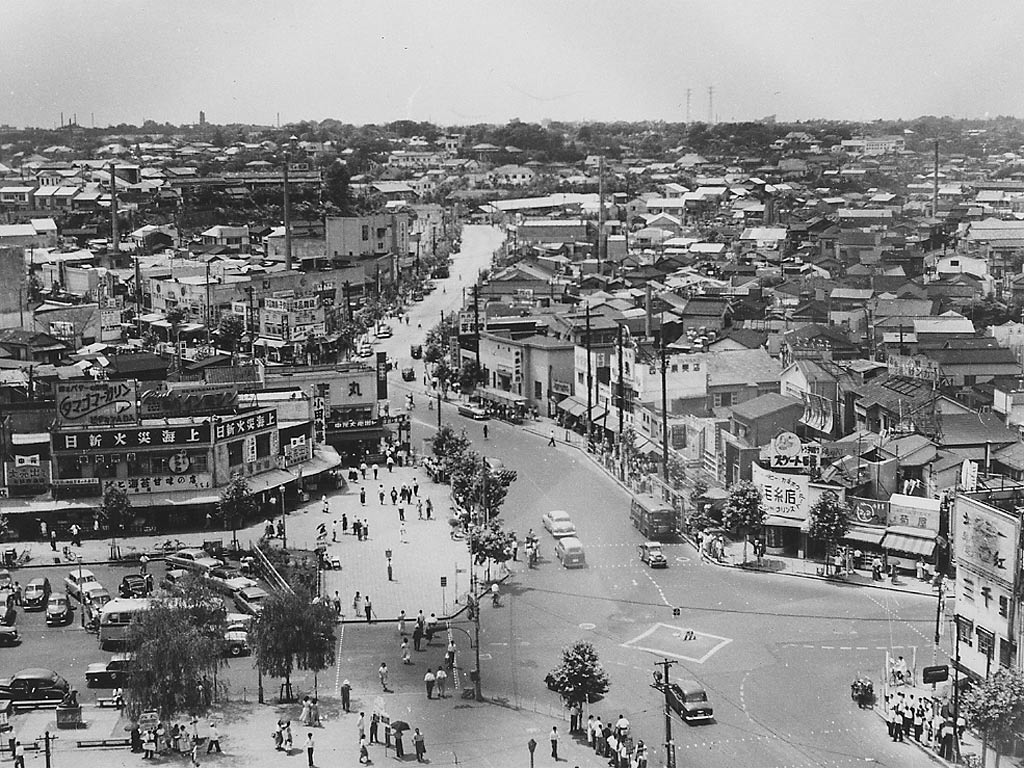
1952年（昭和27年）、事件後6年が過ぎた渋谷駅西口方面、右側一帯が宇田川町である。

渋谷事件（しぶやじけん）は、1946年（昭和21年）7月19日午後9時、東京都渋谷区渋谷の渋谷警察署前で起った抗争事件である。警視庁渋谷警察署、暴力団の落合一家、武田組および愚連隊の万年東一一派の連合隊と、武装した華僑グループとの間に発生した。
渋谷警察署を襲撃した華僑メンバーを、渋谷警察署・落合一家・武田組・万年一派が迎え撃ったとする説と、渋谷駅に帰宅中の華僑メンバーを、渋谷警察署・落合一家・武田組・万年一派が突然一方的に襲い掛かったとする2説がある。

## 関係者
連合隊
- 警視庁渋谷警察署
  - 土田精 - 同署長
  - 渡辺 - 同署部長刑事
  - 芳賀弁蔵 - 同署巡査部長（殉職）
  - 村上義弘 - 目黒警察署巡査（被弾・重傷）
- 暴力団・落合一家
  - 高橋岩太郎 - 同一家総長
  - 安岡 - 同一家舎弟
- 暴力団・武田組
  - 武田一郎
- 愚連隊・万年東一一派
  - 万年東一
  - 内富義之
  - 小林光也

対象
- 華僑グループ
  - 死者 : 事件当日2名（合計7名）
  - 重軽傷者 : 34名

## 事件発生まで

### 背景
1945年（昭和20年）11月3日、GHQは、朝鮮人および華僑を「できる限り解放国民として処遇する」と声明した。
このころ、渋谷区宇田川町の闇市の一画に、華僑総本部が作られた。華僑総本部は、闇市に何軒かの飲食店を持った。その後、渋谷警察署署長・土田精（後の警視庁予備隊初代隊長）は、渋谷警察署署員に命じて、華僑総本部が闇市で販売している禁・統制品物資を没収し、不法建築家屋を取り壊した。すぐに華僑総本部は、新たな闇物資を売買し始め、再び不法建築家屋を建てた。華僑総本部の多数の者が集団で渋谷警察署に押しかけ、華僑に対する取締りを止めるように激しく抗議した。それから、闇市を通った警察官に対する華僑総本部の者の集団暴行が繰り返された。1946年（昭和21年）4月1日には、華僑たちは道玄坂下から渋谷消防署に向けての一帯を中華街として、凱旋門を建て始めた。
同じころ、東京新橋の闇市「新生マーケット」では、関東松田組（組長は松田義一）が、在日外国人を締め出そうとして激しく対立していた。同年6月10日、松田義一が、松田の舎弟に射殺された。松田義一の妻・松田芳子が関東松田組二代目を継いだ。
同年6月16日、華僑の武装集団が関東松田組事務所や建設現場に殴りこみ、1人が死亡、1人が重傷を負った。警察とMPが介入した。
同年7月16日、関東松田組組員が日本刀などを持って、渋谷宇田川町の華僑メンバーが経営する喫茶店に殴りこみ、華僑50人と乱闘となった。8人が重軽傷を負った。関東尾津組・尾津喜之助組長が、斡旋に乗り出したが、不調に終わった。すぐ渋谷警察に「在日外国人が、関東松田組事務所、渋谷警察署、警視庁の襲撃を計画している」という情報がもたらされた。
同年7月17日、渋谷警察署は土田精の指揮で、他の警察署からの応援を受け警官200人を動員して、渋谷宇田川町の闇市の一斉取締りを行った。警官隊と華僑メンバーとの間に乱闘が起き、警察官8人と華僑側2人が負傷し20数人が検挙された。
同年7月18日、渋谷警察署は武装警官250人と私服警官30人で、再び渋谷宇田川町の闇市の一斉取締りを行い18人を検挙した。
同日午後、巡回中の刑事3人が、渋谷駅前で華僑の団体に暴行を受けた。

### 1946年7月19日
同年7月19日午前10時ごろ、土田精は、渋谷警察署の部長刑事・渡辺と渡辺の部下の刑事の2人を、博徒の落合一家・高橋岩太郎総長の恵比寿駅前の事務所に遣わした。渡辺は、高橋岩太郎に「同日に在日外国人が300人以上の人数を集めて、拳銃で武装し渋谷警察署を襲う」との情報が入ったことを告げ、渋谷警察署への助太刀を依頼した。高橋岩太郎は、渡辺に土田精も了解しているのか尋ねた。渡辺は、土田精も了解していると答えた。高橋岩太郎は、渋谷警察署への助太刀を了解した。土田精は、飯島連合会系のテキヤの武田組・武田一郎組長や愚連隊の首領・万年東一の応援も取り付けた。
同日午前11時ごろ、高橋岩太郎は事務所にいた若衆に、他の若衆を集めるように指示した。また、高橋岩太郎は残りの若衆に、若衆の女房や知り合いの女性らを集めさせ、握り飯の炊き出しの用意をさせた。高橋岩太郎は、若衆の佐藤と若衆の岡崎に指示して竹屋から男竹を買ってこさせ、50本 - 60本の竹槍を作らせた。
同日午後2時、高橋岩太郎の事務所には70人余りの若衆が集まった。高橋岩太郎は、集まった者を主力の戦闘部隊約40人、予備隊20人、看護・運搬隊約10人、伝令数人に分けた。高橋岩太郎が総指揮官兼戦闘部隊隊長となった。予備隊隊長には舎弟の安岡が就いた。また同士討ちを防ぐために、全員が白い鉢巻を締め、白い布を腕に巻いた。全員が炊き出された握り飯を食べた。同日午後6時、高橋岩太郎は14年式拳銃を持ち、若衆を率いて、渋谷警察署に向かった。
同日午後3時、万年東一一派の内富義之は東京中野の万年の自宅で、万年の連絡係の者から「喧嘩支度をした上で、渋谷警察署前に集まれ」という連絡を受け取った。内富は、10人ほどの万年一派の者とともに日本刀などを持って、省線に乗って渋谷に向かった。万年は旧式の南部大型自動拳銃を持って、舎弟の小林光也らと渋谷警察署に向かった。万年一派10数人が渋谷警察署前に集合すると内富は日本刀を、万年一派のそれぞれに配った。
同日午後6時20分ごろ、落合一家は渋谷警察署（当時は明治通り沿いの並木橋付近にあった）に到着し武田組や万年一派と合流、30坪ほどの広さの道場で休息した。総勢120人 - 130人だった。それから高橋岩太郎、武田一郎、万年東一は、渋谷警察署の首脳陣と作戦を練った。道路の両側に配置すると銃撃戦になった場合、流れ弾が道路の反対側にいる味方の方に飛んでいく可能性があるため、全員が渋谷警察署前の道路に渋谷警察署側に配置する陣形を取ること、高橋岩太郎たちは渋谷警察署の左の疎開地跡に配置することなどが決まった。万年東一一派10数人は、渋谷警察署の左にあった電柱の後ろの深い溝の中に、1列になって待機した。高橋岩太郎は戦闘隊を前に出し、予備隊と看護・運搬隊を後ろに配置して不良在日外国人の襲撃を待った。渋谷警察署は近隣の警察署にも応援を求めていたので、渋谷警察署周辺には400人近い警察官が待機した。土田精は、警察官にサーベルの使用を禁止した。
同日午後8時、渋谷警察署に「在日台湾人の120人 - 130人の部隊が、ジープ1台と乗用車1台とトラック5台に分乗して華僑総本部を出発し、渋谷駅方向に向かっている」との報告が入った。その後、「在日台湾人の120人 - 130人の部隊は、渋谷を通過して青山方面に向かった」との報告が入った。このとき、在日台湾人の部隊は100人程度だった。在日台湾人の部隊は、新橋駅前の闇市の利権で台湾の露天商と対立していた関東松田組に対し、台湾の露天商を応援しようとしていた。関東松田組は、新橋に到着した在日台湾人の部隊を、爆撃機用の機関砲で銃撃した。在日台湾人の部隊は新橋から引き上げ、麻布の居留民団（中華民国駐日代表団とも）に立ち寄ってから、渋谷に引き返した。
在日台湾人の部隊が渋谷警察署前に差し掛かったとき、検問の警官隊から停止を求められた。在日台湾人の部隊は「麻布の中華民国弁事処に、闇市での紛争解決の依頼をした帰りだ」と答え、通行を認められて渋谷警察署に向かった。

## 渋谷事件
同日午後9時、在日台湾人のジープが先頭に立って渋谷警察署の前を通過した。2台のトラックが通過し、3台目のトラックが渋谷警察署前にいた土田精の直前に来たとき、突然銃声が響いた。何者かの発砲により芳賀弁蔵巡査部長が胸部を撃たれた。この件に関して、「埼玉県連絡会」第17号記事抜粋によれば、林歳徳は「警察とヤクザ連合が、台湾人を襲撃してきた」と主張している。芳賀巡査部長は病院に運ばれる途中で死亡した。
高橋岩太郎らは後続の在日台湾人のトラックに向けて発砲した。万年東一も発砲しながら飛び出していった。最後尾のトラックの運転手・范が頭部を撃たれて死亡した。運転手を撃たれたトラックは、渋谷警察署前の道路の反対側にあった民家に突っ込み横転して炎上した。他のトラックに乗っていた在日台湾人が、横転したトラックに乗っていた同胞を助けようと荷台から降りた。高橋岩太郎の戦闘部隊や万年東一一派は、トラックから降りてきた在日台湾人に斬り込んだ。その後、在日台湾人は逃げた。高橋岩太郎たちは捕まえた在日台湾人を渋谷警察署に引き渡した。渋谷警察署は在日台湾人28人を逮捕し、拳銃3丁と実弾30発、鉄棒4本、ジャックナイフや棍棒、火炎瓶などを押収した。土田精は渋谷警察署署員を走らせ、高橋岩太郎にMPが来るのですぐに立ち去るように伝えた。高橋岩太郎たちは、渋谷警察署裏の氷川神社に移動した。それから、高橋岩太郎たちは恵比寿駅前の事務所に戻った。万年東一たちは日本刀を氷川神社や國學院の地中に埋めてから、中野の万年の自宅に戻った。
同日午後11時ごろ、高橋岩太郎たちは事務所に到着した。警察側の拳銃発砲者は、土田精を始め90人で警察側が発砲した実弾は245発だった。村上義弘目黒警察署巡査が腰に被弾し、重傷を負った。警察側の死者は、芳賀弁蔵1人だった。在日台湾人の死者は、全部で7人（当日の死者は運転手・范を含めて2人）、重軽傷者は34人だった

## 裁判まで

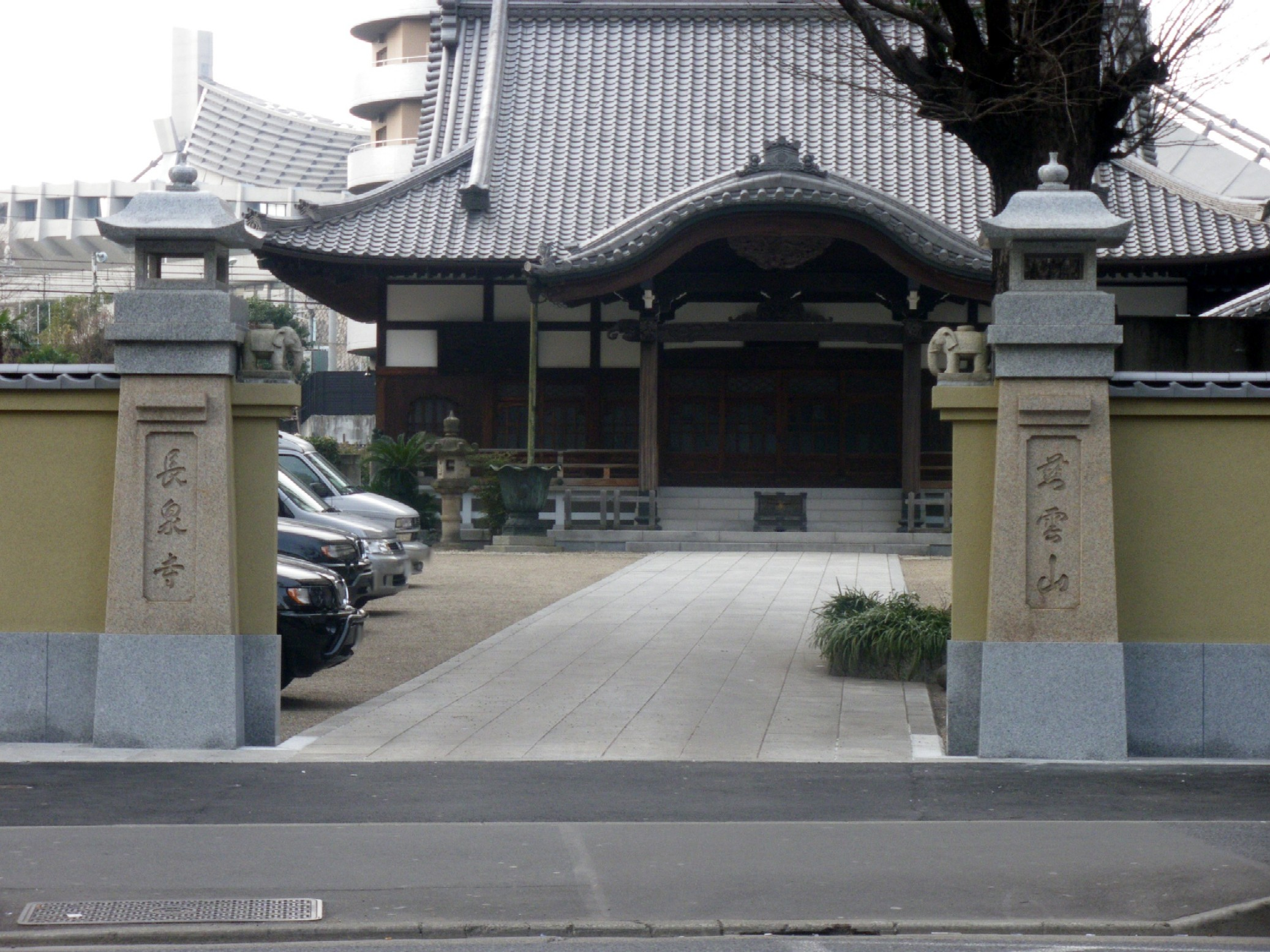
事件で殉職した芳賀弁蔵巡査部長の葬儀を行なった長泉寺（神宮前6丁目25番12号）、2009年撮影。

同年7月20日午前11時ごろ、渋谷警察署署員2人が恵比寿駅前の高橋岩太郎の事務所を訪ねてきた。同日正午、高橋岩太郎は自宅で起床し、事務所に出て、渋谷警察署署員から労いの言葉をもらった。
同年7月21日、同日付の朝日新聞が「警官と台湾省民が拳銃の撃ち合ひ 渋谷駅附近・死傷十六名」と事件後初めて、同事件を報じている。当時、報道はGHQの検閲下に置かれ、報道が遅れたのもそのためであった。
同年7月22日、高橋岩太郎は、渋谷神宮通りの長泉寺で行われた芳賀弁蔵の葬儀に参列した。
その後、GHQ法務局は「占領目的を阻害した」との理由で、渋谷事件などで逮捕した在日台湾人41人を軍事裁判にかけた。在日台湾人の訴えにより、土田精ら3人も渋谷事件に関して軍事裁判にかけられた。軍事裁判において土田精は、全警察官に対しサーベルの所持を禁止したことを証言した。検事は在日台湾人の1人が刀の刺し傷で死亡したことを根拠に、土田精を追及した。土田精は「在日台湾人が刀で刺殺された事件は、渋谷事件と同じ時刻に渋谷警察署近くで起こったが、渋谷事件とは別の殺人事件である。刺殺された在日台湾人は渋谷事件で死亡したのではない」と主張した。土田精は、渋谷警察署がヤクザに応援を頼んだことが発覚するのを恐れた。
同年8月下旬、渋谷警察署・渡辺部長刑事が、渋谷代官山の高橋岩太郎の自宅を訪ねた。渡辺部長刑事は高橋岩太郎に、在日台湾人刺殺犯人として渋谷警察署に自首して、刺殺された在日台湾人が渋谷事件での被害者ではないことを証言してくれるように懇願した。高橋岩太郎は即答をせず、後日返答すると答えた。数日後、高橋岩太郎は渡辺部長刑事を恵比寿駅前の事務所に呼び、渡辺部長刑事の頼みを了承することを伝えた。高橋岩太郎と渡辺部長刑事は1週間をかけて、供述調書を作成した。高橋岩太郎は、渋谷警察署からの連絡が入るまで待つことになった。
その後、渋谷事件の軍事裁判で、土田精は「現在、日本は立法・行政・司法等すべての国政は、占領軍の指揮下にあります。我々もまた占領軍司令官の命令に忠実に従って行動を起こしたまでであります」と答弁した。これは、渋谷事件に関与した警官を罰することは、占領軍司令官にまで責任が及ぶということを示唆している。渋谷事件の軍事裁判では殺人犯を追及せず、責任者も不問にするとの判決が下された。
同年11月ごろ、渡辺部長刑事が高橋岩太郎の自宅を訪ねてきた。渡辺部長刑事は高橋岩太郎に、渋谷事件の軍事裁判の結果と高橋岩太郎が渋谷警察署に自首する必要がなくなったことを伝えた。

## その後
同判決を受けて、在日台湾人の政治団体は反対集会を開き、また台湾でも、学生を中心に抗議行動が起きている。
いっぽう渋谷では、闇市は「復興マーケット」と称して改善に向かった。東京都は、1950年（昭和25年）までにすべての露天商を公道から排除する方針を固め、1951年（昭和26年）12月31日、それを完了した。
土田精は、警視庁最高功労章を授与された。